# Orientalische Hainbuche
Die Orientalische Hainbuche (Carpinus orientalis) ist eine Pflanzenart aus der Gattung der Hainbuchen (Carpinus) innerhalb der Familie der Birkengewächse (Betulaceae). Sie ist in Italien, Südosteuropa und Kleinasien heimisch.

## Beschreibung

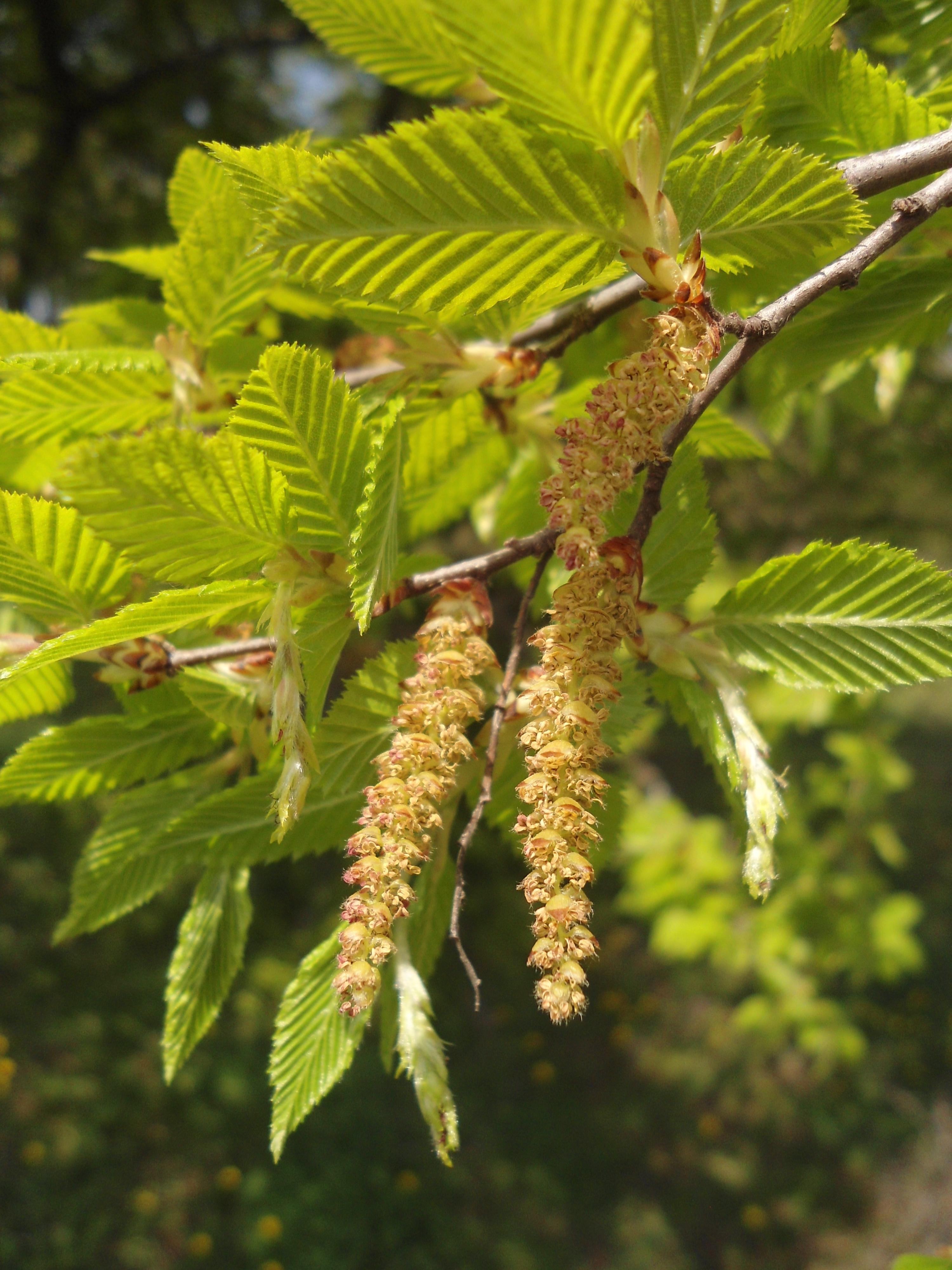
Zweig mit Laubblättern und Blütenständen

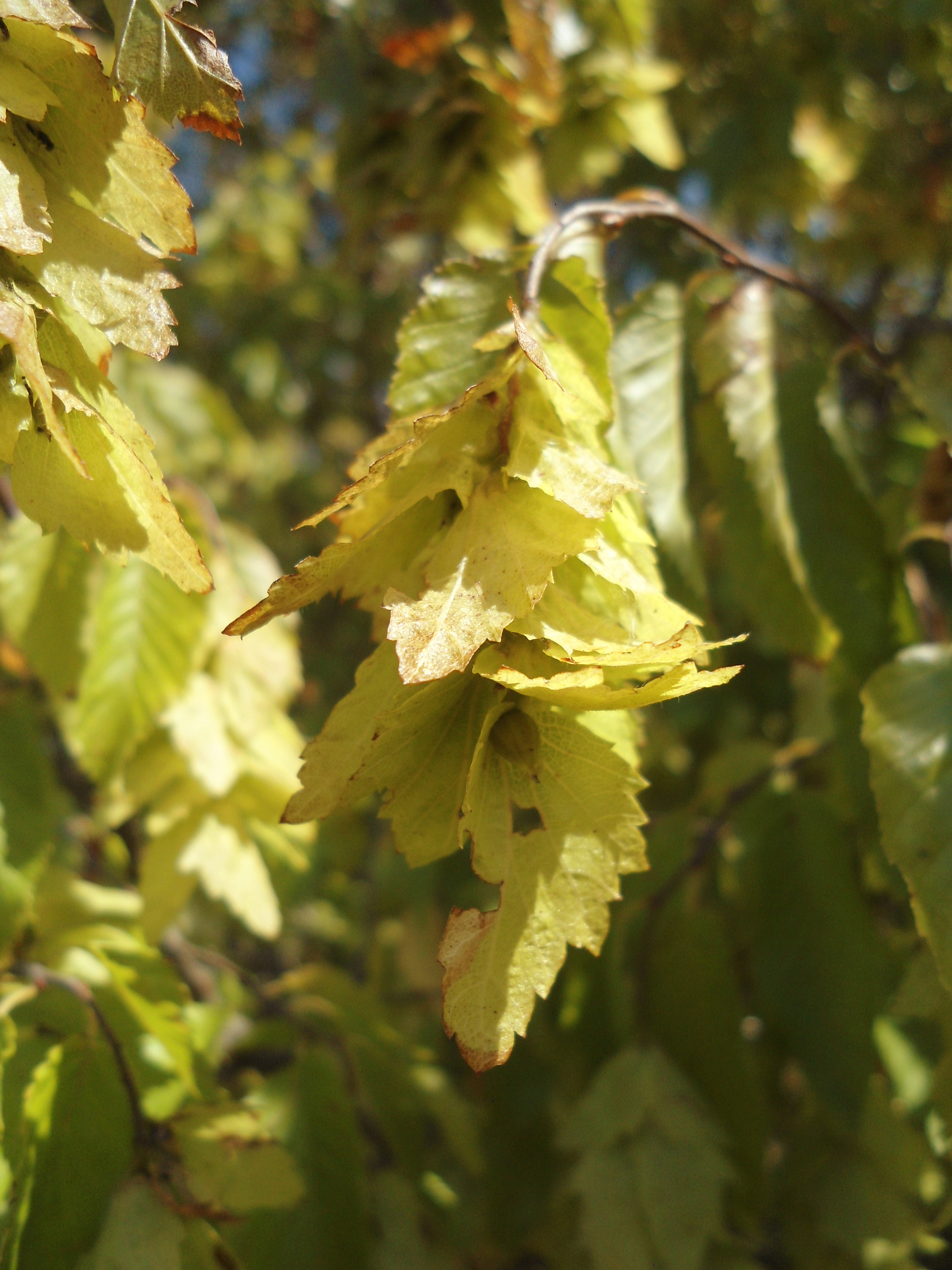
Fruchtstand

### Vegetative Merkmale
Die Orientalische Hainbuche ist eine laubwerfende, verholzende Pflanze und wächst als kleiner bis mittelgroßer Baum oder Strauch bis über 10 Meter, selten bis zu 20 Meter hoch. Der Stammdurchmesser erreicht über 60 Zentimeter. Die glatte Rinde ist grau mit leicht purpurfarbener Tönung und gelblich gestreift.
Die wechselständig an den Zweigen angeordneten Laubblätter sind in Blattstiel und -spreite gegliedert. Die kurzen Blattstiele sind behaart. Die einfache, leicht herzförmige Blattspreite ist bei einer Länge von 2 bis 5 Zentimetern eiförmig und spitz. Jedes Blatt hat 11 bis 15 eingepresste Nervenpaare. Der Blattrand ist doppelt gesägt bis gezähnt. Die Blätter sind unterseits auf den Adern behaart und oberseits fast kahl. Es sind kleine Nebenblätter vorhanden.

### Generative Merkmale
Die eiförmigen Tragblätter (Brakteen) der kleinen, dichten und kurzen, hängenden Fruchtstände sind dunkel-grün, scharf grob gesägt bis gezähnt und haben die Form kleiner Laubblätter.
Die rippige Nussfrucht ist bei Reife braun.
Die Chromosomenzahl beträgt 2n = 16.

Verbreitungsgebiet

## Vorkommen
Die Orientalische Hainbuche kommt vom nordöstlichen und südlichen Italien über Südosteuropa bis Kleinasien, zum Kaukasusraum und zum Iran vor. In Europa gibt es Fundortangaben für Italien, Sizilien, Slowenien, Kroatien, südwestliches Ungarn, Bosnien und Herzegowina, Serbien, Montenegro, Albanien, Rumänien, Bulgarien, Nordmazedonien, Griechenland, Moldau, Russland, die Krim und die Türkei. Die Orientalische Hainbuche ist in Mitteleuropa nur sehr selten in Sammlungen zu finden.

## Systematik
Die Erstveröffentlichung erfolgte 1768 durch den englischen Botaniker Philip Miller in The Gardeners Dictionary, 8. Auflage Carpinus no. 3.
Je nach Autor gibt es etwa zwei Unterarten:
- Carpinus orientalis subsp. macrocarpa (Willk.) Browicz (Syn.: Carpinus macrocarpa (Willk.) H.J.P.Winkl., Carpinus orientalis var. macrocarpa Willk.): Sie kommt nur im Iran vor.[7]
- Carpinus orientalis Mill. subsp. orientalis: Sie kommt in Südosteuropa, in Ungarn, in der Türkei, im Kaukasusraum und auf der Krim vor.[7]